# Enicospilus yedus
Enicospilus yedus är en stekelart som beskrevs av Ian D. Gauld och Mitchell 1981. Enicospilus yedus ingår i släktet Enicospilus och familjen brokparasitsteklar. Inga underarter finns listade i Catalogue of Life.